# Gnomidolon insigne
Gnomidolon insigne là một loài bọ cánh cứng trong họ Cerambycidae.